# 8. Sinfonie (Haydn)
Die Sinfonie G-Dur Hoboken-Verzeichnis I:8 komponierte Joseph Haydn wahrscheinlich im Jahr 1761 während seiner Anstellung als Vize-Kapellmeister beim Fürsten Paul II. Anton Esterházy de Galantha. Sie trägt den Beinamen „Le soir“ (Der Abend).

## Allgemeines

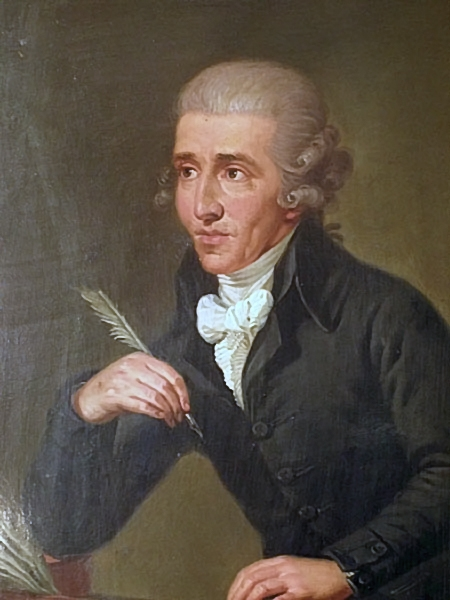
Joseph Haydn (Gemälde von Ludwig Guttenbrunn, um 1770)

Joseph Haydn schrieb die Sinfonie Nr. 8 G-Dur „Le soir“ (Der Abend) zusammen mit den Sinfonien Nr. 7 „Le midi“ (Der Mittag) und Nr. 6 „Le matin“ („Der Morgen“) wahrscheinlich im Jahr 1761. Es ist der einzige zusammenhängende Zyklus innerhalb seiner Sinfonien; er wurde als „Die Tageszeiten“ bekannt. Mehr zur Entstehungsgeschichte dieser Sinfonien siehe bei der Sinfonie Nr. 6.

## Zur Musik
Besetzung: Flöte, zwei Oboen, Fagott, zwei Hörner in G, zwei Solo-Violinen, zwei Violinen Ripieno, Viola, Cello Solo, Cello Ripieno, Kontrabass Solo, Kontrabass Ripieno. Neben den separat notierten Soloinstrumenten übernimmt im ersten Satz auch noch das Horn eine kurze Solopassage. Wahrscheinlich wurde auch ein Cembalo-Continuo verwendet, da im Autograph der Sinfonie Nr. 7 „Le midi“ mehrmals die Angabe „basso continuo“ erscheint, was nach der Aufführungspraxis der Zeit ziemlich eindeutig auf ein Cembalo-Continuo hindeutet (und auch ohne diese Angabe um 1760 ganz normal war). Trotzdem gibt es über die Beteiligung eines Cembalos in Haydns Sinfonien (allgemein) unterschiedliche Auffassungen.
Aufführungszeit: ca. 20–25 Minuten (je nach Einhalten der vorgeschriebenen Wiederholungen)
Bei den hier benutzten Begriffen der Sonatensatzform ist zu berücksichtigen, dass dieses Modell erst Anfang des 19. Jahrhunderts entworfen wurde (siehe dort) und für eine Sinfonie von 1761 nur mit Einschränkungen herangezogen werden kann. – Die hier vorgenommene Beschreibung und Gliederung der Sätze ist als Vorschlag zu verstehen. Je nach Standpunkt sind auch andere Abgrenzungen und Deutungen möglich.
Heinrich Eduard Jacob beschreibt die Sinfonie folgendermaßen:

„Zunächst das muntere Hauptthema, das wie ein Mückenschwarm herbeisummt (…) und mit seinen Nebenthemen von Instrument zu Instrument schwirrt. Im Andante in C-Dur schweigen die Bläser, nur das Fagott spricht noch hinein; die Welt wird tief purpurn, der Tag ist vorbei, die Geigen singen ihr Abendlied. Aber kann das ohne Gewitter enden? Plötzlicher Überfall, echt Haydn, ein tolles Presto: La Tempestà. Zunächst unterlaufen die Violinen in Sechzehntelfiguren die Schwüle; Viertelnoten, durch Achtelpausen getrennt (…), deuten die ersten Windstöße an. Jetzt streuen die Flöten ein blauweißes Zickzack von Blitzen über die Landschaft aus, und nun ist das Tutti der Streicher da: in Fortissimo-Zweiunddreissigstelnoten jagen die Luftmassen hintereinander, abnehmend, wieder zunehmend, bis der Sturm sich ausgetobt hat und die Nacht friedevoll herabsinkt.“

### Erster Satz: Allegro molto
G-Dur, 247 Takte, 3/8-Takt

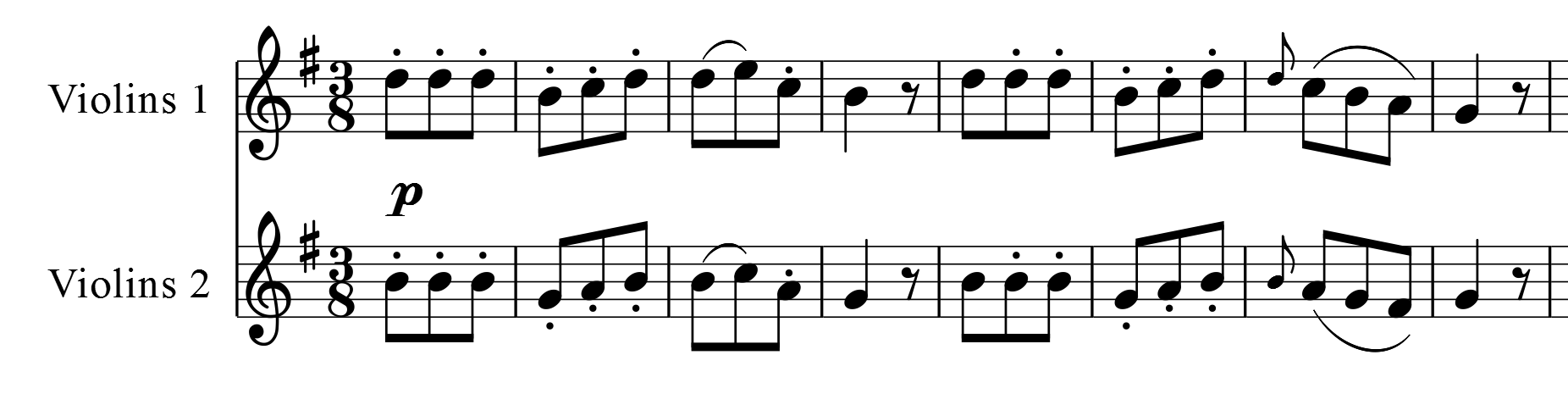
Beginn des Allegro molto

Die Violinen beginnen piano mit dem tänzerischen, achttaktigen und periodisch strukturierten ersten Thema (Hauptthema). Nach einem kurzen Forte-Einwurf des ganzen Orchesters im Unisono, die von einer solistischen Figur der Flöte und Violinen beantwortet wird, wiederholen die Violinen das Thema als Variante, nun auch mit Begleitung der übrigen Instrumente. Nach einem weiteren fünftaktigen Motiv (ab Takt 23), das ebenfalls wiederholt wird, folgt ein Forteabschnitt des ganzen Orchesters mit absteigenden Akkorden und Läufen. Dieser führt von der Tonika G-Dur nach A-Dur. Nach kurzer Generalpause als Zäsur setzt das Hauptthema als Variante in der Dominanten D-Dur ein, bei der neben den Streichern Oboen und Fagott hervortreten. Nach einem längeren Abschnitt mit rasanten Läufen im Dialog der Instrumente schließt in Takt 85 die Schlussgruppe mit ihrem Unisono-Motiv an, das an das Motiv ab Takt 23 erinnert.
Die Durchführung lässt die Motive vom Hauptthema und seiner Variante in den verschiedenen Soloinstrumenten auftreten. Der Tutti-Abschnitt von Takt 122 bis 142 ist im Forte mit chromatischer Abwärtsbewegung der Streicher im Tremolo gehalten. Eine Scheinreprise mit dem Hauptthema in C-Dur setzt in Takt 143 ein, bevor die eigentliche Reprise in Takt 173 durch Soli von Oboen, Hörnern und Fagott anschließt. Überraschenderweise folgt nun aber eine Unisono-Passage im Forte, die plötzlich als trugschlussartige Fermate auf Es endet. Bis Takt 214 spielt die Solo-Flöte eine Variante des Hauptthemas in Es-Dur, dann moduliert Haydn zurück nach G-Dur. Der folgende Abschnitt bis zum Beginn der Schlussgruppe in Takt 231 ist ebenfalls durch Läufe charakterisiert auf einem Wechsel von Tonika (G-Dur) und Dominante (D-Dur). Exposition sowie Durchführung und Reprise werden wiederholt.
Insgesamt hat dieser Satz einen lebhaften, gigue-artigen Charakter und entspricht daher eher einem Finalsatz anderer frühklassischer Sinfonien. Im Vergleich zu den anderen Sätzen dieser Sinfonie (auch der Sinfonien Nr. 6 und 7) treten hier vergleichsweise wenige Soli auf.
Nach Ludwig Finscher ist das Allegro molto eine Abhandlung über das air „Je n´aimais pas le tabac beaucoup“ aus Christoph Willibald Glucks komischer Oper „Le diable à quatre“ aus dem Jahr 1759. Diese Anspielung dürfte von der Hofgesellschaft, die mit dem Wiener Musikleben vertraut war, auf Anhieb verstanden worden sein.

### Zweiter Satz: Andante
C-Dur, 129 Takte, 2/4-Takt
Besondere Besetzung in Richtung Concerto grosso in diesem Satz: Neben Fagott und Cello auch zwei Soloviolinen, sonst keine Bläser. Solocello und Solofagott sind häufig parallel geführt, wodurch eine besondere Klangfarbe entsteht. Es wird für den Satz folgende Struktur vorgeschlagen:
Erster Abschnitt („Exposition“):
- A-Teil (Takt 1–23): Viertaktiges Thema mit punktiertem Rhythmus, vorgetragen von den beiden Soloviolinen; das Thema wird dann vom Solo-Cello aufgenommen, Fortspinnung ab Takt 11 im Tutti, Ende in Takt 23 mit einer Fermate auf einem D-Dur-Septakkord;
- B-Teil (Takt 24–48): Viertaktiges Thema, ebenfalls mit punktiertem Rhythmus, gespielt vom Solo-Cello; Fortspinnung im ganzen Orchester; Tutti, u. a. mit aufsteigender G-Dur-Tonleiter im Unisono und einem lange gehaltenen dreigestrichenen G (Takt 36–38) der 1. Solovioline, Ende in Takt 48 im Pianissimo auf G.

Zweiter Abschnitt („Durchführung“):
- A´- Teil (Takt 49–63): Thema des A-Teils mit Fagott und Cello in der Dominante G-Dur, dann von den beiden Soloviolinen in der Tonika C-Dur, anschließend Modulation nach g-Moll;
- B´- Teil (Takt 64–91): Fragment des Themas vom B-Teil in den Violinen und Cello mit Modulationen und Fortspinnung, dann wieder die aufsteigende Tonleiter im Unisono, Trugschluss in Takt 83 auf a-Moll (Tonikaparallele); im Unisono mit punktiertem Rhythmus (der auch z. B. in Takt 5 als kurze Floskel auftauchte) Modulation zurück nach C-Dur;

Dritter Abschnitt („Reprise“):
- A-Teil (Takt 92–107) ähnlich wie im ersten Abschnitt, nun aber Ende mit einer Fermate auf einem G-Dur-Septakkord;
- B-Teil (Takt 108–129): ähnlich wie im ersten Abschnitt, verhaucht im Pianissimo mit einem hervorstechenden Großen C des Fagotts.

Exposition sowie Durchführung und Reprise werden wiederholt. Je nach Standpunkt und Wertung der Abschnitte kann man auch eine dreiteilige Liedform im Satz sehen.

### Dritter Satz: Menuetto
G-Dur, mit Trio 84 Takte, 3/4-Takt
Das Menuett mit seiner gleichmäßig durchlaufenden Viertelbewegung ist zweistimmig mit der stimmführenden Oberstimme (Flöte, Oboen, Violinen) und der schreitenden Bassstimme. Zu Beginn des zweiten Teils wird das Thema im Tutti mit etwas Chromatik fortgeführt, dann spielen die Bläser allein ein vom Thema abgeleitetes Motiv, das in Moll wiederholt wird. Anschließend wird das Thema wiederaufgegriffen. Die letzten vier Takte kann man als eine Coda ansehen.
Im Trio (C-Dur) tritt wie in den anderen Sinfonien des Zyklus der Kontrabass (bzw. Violone) solistisch hervor. Dabei muss das „behäbige Instrument über eine Tonleiter von mehr als anderthalb Oktaven in die Höhe klettern“.

### Vierter Satz: La Tempesta. Presto
G-Dur, 141 Takte, 3/8-Takt. Wie im Andante auch hier mit zwei Soloviolinen.
In diesem Satz wird ein Sturm / Gewitter (italienisch: la tempesta) dargestellt. In das flirrendes Piano der ersten Solovioline (Tremolo auf D) fallen leise Viertel der Tuttiviolinen (als Regentropfen deutbar); die Figur wiederholt sich mit der zweiten Solovioline und dem Solocello, bevor die Flöte mit einem Blitz – in großen Intervallen abwärts springende Staccatoachtel – das Gewitter einleitet. Das folgende Motiv aus einem Viertel und vier fallenden bzw. aufsteigenden Zweiunddreißigsteln, gespielt von den Soloinstrumenten bis hin zum gesamten Orchester und unterlegt von einem Tremolo, kann man sich als Sturm denken. Von Takt 45 bis 50 gibt es wieder einen „Regentropfenabschnitt“, ehe die Schlussgruppe mit dem „Sturm“ den ersten Satzteil beendet.
Im Durchführungsteil folgen zunächst weitere „Regentropfen“, dann ein wilder Sturm, in dem sich die 1. und 2. Violinen gegenseitig die „Windböen“ zuwerfen, anschließend ein Crescendo-Abschnitt mit aufsteigendem Tremolo, der in einem Dominantseptakkord endet, ehe die Regentropfen zur Reprise in Takt 92 überleiten. Exposition sowie Durchführung und Reprise werden wiederholt.